# Le Chant du loup (film, 2019)
Pour les articles homonymes, voir Le Chant du loup.
Pour plus de détails, voir Fiche technique et Distribution.
Le Chant du loup est un film français écrit et réalisé par Antonin Baudry, sorti en 2019.
Il s’agit du premier long métrage du réalisateur.
Le film suit Chanteraide, une des « oreilles d'or » de la Marine nationale, spécialiste de la guerre acoustique. Il occupe un rôle essentiel à bord des sous-marins mais lors d'une mission, il commet une erreur d'analyse qui met en danger tout un équipage. En cherchant à la réparer, il se retrouve pris dans un conflit majeur auquel il pourrait bien être la réponse : de ses qualités professionnelles dépend l'ultime espoir de paix mondiale.

## Synopsis
Le film s'ouvre sur une citation attribuée à Aristote : « Il y a trois sortes d'hommes : les vivants, les morts, et ceux qui sont en mer. »

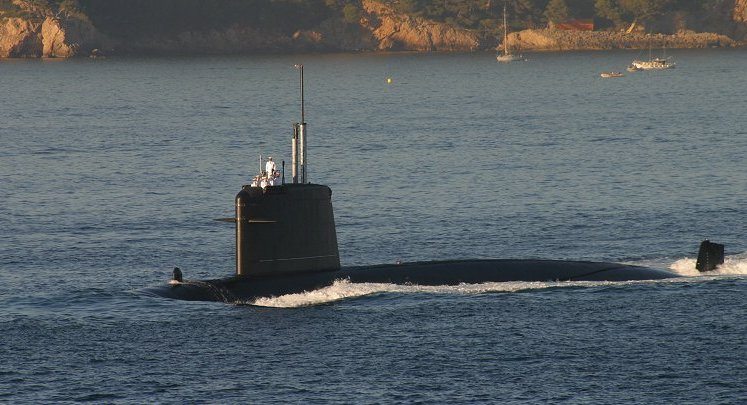
Le sous-marin nucléaire d'attaque de la classe Rubis Le Saphir, correspondant au sous-marin Le Titane dans le film.

Le Titane, sous-marin nucléaire d'attaque (SNA) fictif de la classe Rubis des Forces sous-marines françaises, commandé par le capitaine de frégate Grandchamp (Reda Kateb) secondé par le capitaine de corvette D'Orsi (Omar Sy), est en mission au large des côtes syriennes pour récupérer un commando marine. Alors qu'une frégate iranienne se met à le poursuivre, l'oreille d'or du sous-marin, le premier maître Chanteraide (surnommé « Chaussette » depuis qu'il a oublié ses chaussures d'uniforme lors d'un précédent embarquement) repère un son douteux mais ne parvient pas à l'identifier exactement. Il croit reconnaître un sous-marin russe à quatre pales, ce qui ne correspond à aucun submersible en activité et, hésitant, classe finalement le son comme provenant d'un cachalot malade. Malheureusement, quelques minutes plus tard, le Titane est repéré par le sous-marin en question, puis grenadé par l'hélicoptère de la frégate iranienne. Grandchamp ordonne de faire surface. Il parvient à abattre l'hélicoptère poursuivant, juché sur le kiosque, à l'aide d'un lance-roquettes (Panzerfaust 3) et l'équipage récupère in extremis le commando avant de rentrer à la base. Malgré l'identification erronée, Grandchamp, qui achève son dernier embarquement en sous-marin, réitère sa confiance à Chanteraide. 
En parallèle, le contexte politique international se tend brutalement et le monde est en proie à une crise majeure. La Russie envahit les îles Åland, territoire finlandais, et la France envoie des troupes pour repousser l'invasion, ce qui lui vaut une menace nucléaire de la part de Moscou dont les relations sont au plus bas. Par conséquent, l'amiral commandant les forces sous-marines et la force océanique stratégique (Mathieu Kassovitz) — dont l'acronyme est « ALFOST » (AmiraL commandant la Force Océanique STratégique) — promeut Grandchamp commandant de L'Effroyable, tout dernier sous-marin nucléaire lanceur d'engins (SNLE fictif) de la classe Le Triomphant et fleuron de la Marine nationale, D'Orsi devenant commandant du Titane.
Une fois rentré à Brest, Chanteraide n'est pas convaincu par la nature de l'engin attribuée au son qu'il a entendu et demande à faire ses propres recherches et ses propres analyses. Sa demande est rejetée par son supérieur, qui le suspend de ses fonctions d'oreille d'or à la suite de cette erreur de détection en Syrie. En devinant le mot de passe de l'ordinateur de son supérieur grâce à la signature acoustique des touches utilisées, il accède au répertoire protégé des signatures acoustiques et retrouve l'analyse de la mission de récupération du commando : elle conclut à la présence d'un drone sous-marin.
En se rendant dans une librairie pour acheter un ouvrage de référence au sujet des analyses spectrales par transformation de Fourier, Chanteraide y rencontre une libraire — Prairie, surnommée « Diane »  (Paula Beer) — qui lui indique que le livre qu'il recherche n'est pas disponible bien qu'il soit inscrit dans la base de données. Éprouvant très vite une attirance mutuelle, ils se retrouvent le soir-même puis passent la nuit ensemble.

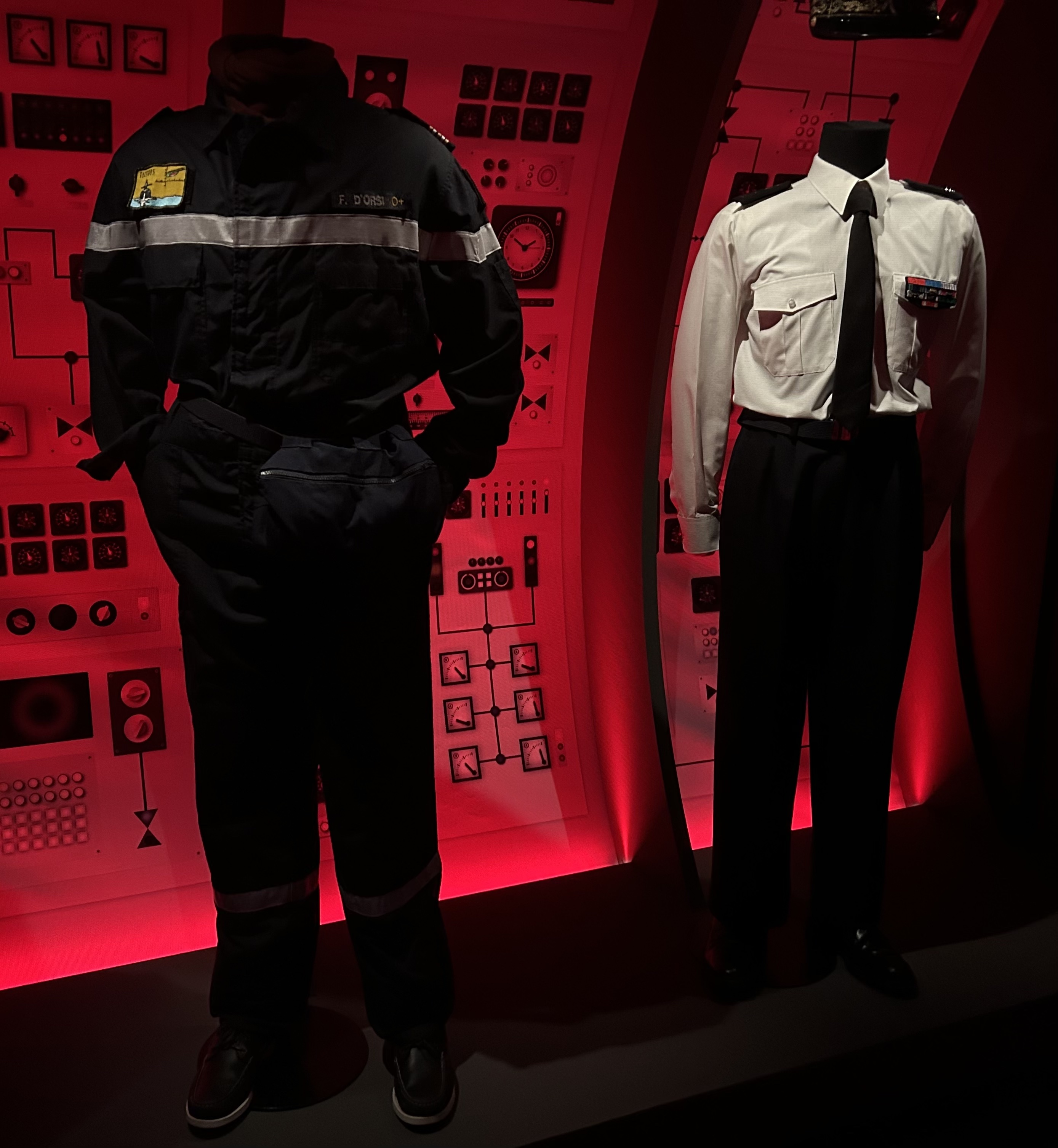
Costumes portés par Omar Sy et Mathieu Kassovitz dans leurs rôles du commandant d'Orsi et de l'amiral Alfost.

Leur discussion sur l'absence du livre convoité suggère à Chanteraide l'hypothèse que la signature acoustique qu'il recherche ne figure plus au répertoire informatisé des signatures acoustiques, mais que sa trace est toujours présente dans les archives papier des navires déclassés. Il s'introduit sans autorisation dans la salle des archives du CIRA (centre d'interprétation et de reconnaissance acoustique) et retrouve la trace d'un sous-marin soviétique à double hélice qui correspond parfaitement à ce qu'il a entendu : la classe Timour III, sous-marin russe de type SNLE ayant prétendument été démantelé. Mais son commandant, alerté par sa présence, le met aux arrêts. Chanteraide lui livre alors son analyse et après vérification, le commandant lui annonce que l'amirauté britannique confirme son explication et annonce à Chanteraide qu'il est à nouveau bon pour le service. Il est même prévu que, sur demande de Grandchamp, il rejoigne l'équipe de L'Effroyable, à la condition de passer un test de compétences sur ses capacités d'analyste ainsi qu'une visite médicale. Chanteraide réussit le test de compétences ; mais le jour de l'embarquement dans L'Effroyable, Grandchamp lui refuse froidement l'embarquement en raison de la présence de cannabis dans ses urines ; Diane l'avait embrassé en fumant un joint la veille. Du quai, Chanteraide assiste au départ de L'Effroyable, escorté par le Titane. Par dépit, il remet ses vêtements civils et balance son paquetage avec sa tenue dans la mer.
Peu après, une alerte est déclenchée : un tir nucléaire a été détecté. Ayant réussi à s'introduire dans le bunker de commandement, Chanteraide bénéficie de la situation d'urgence et de l'absence d'oreille d'or pour être accepté dans l'équipe qui analyse l'évolution de la situation : le Timour III a lancé un missile nucléaire russe R-30, dont la trajectoire le conduit à frapper le territoire national et, une tentative d'interception ayant échoué, le président de la République française ordonne un tir de riposte. Il transmet alors les codes de lancement nucléaire à L'Effroyable qui est alors sur le point de se « diluer » dans l'océan Atlantique, c'est-à-dire de devenir indétectable. Mais Chanteraide, en écoutant le tir du missile enregistré par le Saphir, identifie une incohérence avec la signature habituelle d'un tel lancement, ce que le commandant du CIRA confirme : le missile est trop léger, ce qui pourrait s'expliquer par l'absence de charge nucléaire. 
L'ALFOST emmène Chanteraide et son patron dans son bureau pour s'entretenir par téléphone avec le chef de l'état-major particulier du président de la République française qui, après un bref entretien avec les Américains, l'informe que ceux-ci ont caché une information essentielle qu'ils viennent de transmettre à l'instant : le Timour III a très probablement été vendu par un amiral russe renégat à des djihadistes, les terroristes s'étant arrangés pour se faire repérer au large de la Syrie afin que le sous-marin soit réintroduit dans les bases de données et que, quand ils lanceraient le missile, l'Occident rende Moscou responsable du tir et riposte, entraînant une guerre nucléaire. Par conséquent, le missile ne pouvait pas embarquer de tête nucléaire, les terroristes n'ayant pas les moyens de se procurer ou de financer cet armement. Le président français donne l'ordre d'annuler le tir de riposte nucléaire, mais l'ordre de frappe est irrévocable, sans aucun moyen de l'arrêter. De plus, L'Effroyable est a priori indétectable et, conformément à la procédure de lancement, il a coupé toutes les communications avec la terre. Il ne reste qu'un seul espoir de contacter L'Effroyable : recourir au Titane, qui était chargé de l'escorter jusqu'à sa dernière position connue.

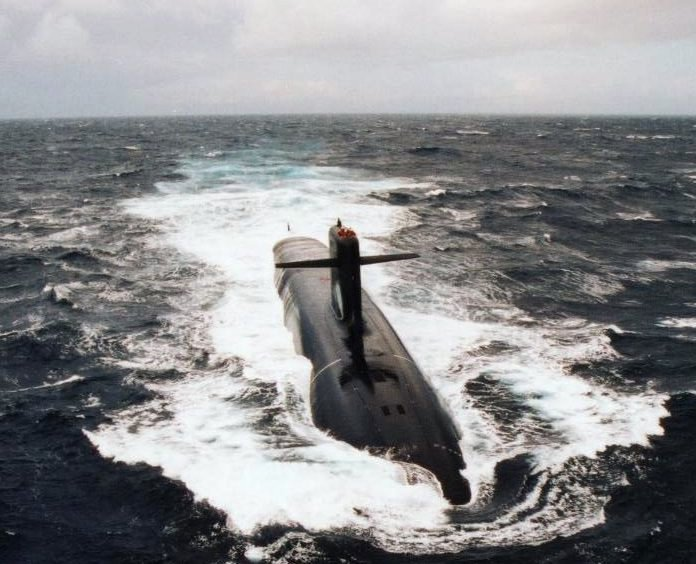
Le sous-marin nucléaire lanceur d'engins de la classe Le Triomphant Le Téméraire, correspondant au sous-marin L'Effroyable dans le film.

Chanteraide et l'ALFOST sont donc envoyés en urgence par hélicoptère à bord du Titane. En vol, ils apprennent que le missile s'est écrasé dans la forêt de Compiègne sans faire de victime et ne contenait effectivement aucune charge nucléaire ; l'analyse de Chanteraide était donc juste. À bord du Titane, le but de la mission est de retrouver L'Effroyable et d'empêcher l'équipage de tirer ses missiles nucléaires. Chanteraide reprend donc son poste d'oreille d'or tandis que l'ALFOST suggère que L'Effroyable devra rechercher un « point magique » (un point surélevé de l'océan) pour effectuer son tir nucléaire de façon précise. Deux points magiques se trouvent à portée ; l'amiral décide de concentrer des hélicoptères au-dessus de l'un des deux points magiques pour immerger de nombreux sonars et forcer L'Effroyable à se diriger vers l'autre point magique, le seul que le Titane est en mesure de rallier à temps pour l'y attendre. La manœuvre fonctionne et L'Effroyable est retrouvé. Toutefois, par respect scrupuleux des procédures, Grandchamp et son second refusent toute communication radio avec le Titane, alors que D'Orsi tente désespérément de les prévenir du piège et l'inciter à désengager l'arme nucléaire.
L'ALFOST, sachant que L'Effroyable va les prendre pour cible, demande à Chanteraide de localiser le SNLE pour les torpiller en premier. Face à une telle perspective, l'oreille d'or craque sous la pression, quitte son poste et s'isole. Le commandant D'Orsi décide de sortir avec un propulseur de plongée pour rentrer directement en contact avec L'Effroyable en tapant un message en morse sur la coque. Grandchamp, malgré le doute, décide quand même de maintenir l'ordre de tir nucléaire ; jugeant le Titane comme une menace pour sa mission, il ouvre le feu en premier en lançant une torpille vers le SNA. Elle touche sa cible. D'Orsi, pris dans le sillage de la torpille, perd son propulseur et son mélange gazeux, puis se noie dans l'océan.
Le Titane est endommagé et L'Effroyable se déplace de nouveau. Chanteraide, coincé par l'effondrement des cabines et en manque d'oxygène, est secouru par d'autres membres d'équipage. Il rejoint son poste auprès de l'ALFOST et parvient, grâce à un minuscule son provoqué par l'ouverture de la trappe des missiles de L'Effroyable, à localiser la position de ce dernier. L'équipage restant envoie une torpille filoguidée. Sachant que la torpille du Titane les atteindra avant que le tir nucléaire puisse être effectué, L'Effroyable en tire une en réponse. Aucun ne voulant désengager l'autre, toutes deux atteignent leur cible : le kiosque du Titane est pulvérisé, de nombreux morts sont à déplorer ; le SNA sombre lentement dans l'océan. De l'autre côté, la salle des commandes de L'Effroyable est endommagée et l'équipage manque d'air et s'intoxique. Le missile nucléaire est toujours prêt à être tiré. Chanteraide, ayant survécu à l'explosion, va être évacué par l'ALFOST. Dans un dernier espoir, il tente de joindre Grandchamp par la radio en lui rappelant qu'il lui a toujours fait confiance et que le missile ne doit être tiré sous aucun prétexte. Grandchamp, gravement blessé et frôlant l'asphyxie, arrache dans son dernier souffle le mécanisme de tir, annulant irrémédiablement le lancement. Alors que le Titane est en train de sombrer, l'ALFOST se sacrifie pour faire remonter Chanteraide à la surface par un sas d'évacuation. Chanteraide est hors de danger, mais la dépressurisation pendant sa remontée vers la surface est telle qu'elle provoque une rupture de ses tympans, lui faisant perdre sa capacité d'audition exceptionnelle. Il est récupéré en mer et participe ensuite à l'hommage rendu aux sous-mariniers des deux bâtiments morts en service, avant que Diane ne vienne le retrouver.

## Fiche technique
- Titre original : Le Chant du loup
- Titre international : The Wolf's Call
- Réalisation et scénario : Antonin Baudry
- Musique : Tomandandy
- Décors : Benoît Barouh
- Costumes : Mimi Lempicka
- Photographie : Pierre Cottereau
- Son : Nicolas Cantin, Thomas Desjonquères et Raphaël Mouterde
- Supervision musicale : Pierre-Marie Dru
- Montage : Nassim Gordji Tehrani et Saar Klein
- Effets visuels numériques : Buf Compagnie (Paris)
- Production : Alain Attal, Hugo Sélignac et Jérôme Seydoux
  - Coproduction : Ardavan Safaee

- Sociétés de production : Les Productions du Trésor, Pathé Production et Chi-Fou-Mi Productions ; Jouror Productions (coproduction) ; SOFICA Cofimage 29, Cofinova 14, Indéfilms 6, Sofitvciné 5 (en association avec)
- Sociétés de distribution : Pathé Distribution (France) ; Alternative Films (Belgique), Pathé Films AG (Suisse romande)
- Genre : thriller, action, anticipation
- Pays de production :  France
- Langue originale : français
- Budget : 20 millions d’euros[3]
- Format : couleur — DCP 4K — 2,35:1 — son Dolby Digital / SDDS / Dolby Atmos
- Durée : 115 minutes
- Dates de sortie :
  - Belgique, France, Suisse romande : 20 février 2019
  - États-Unis : 20 juin 2019 (Netflix)

- Classification :
  - France : tous publics lors de sa sortie en salles ; déconseillé aux moins de 10 ans lors des diffusions télévisées[4].

## Distribution
- François Civil : premier maître Chanteraide, opérateur sonar et oreille d'or, surnommé « Chaussette »
- Omar Sy : capitaine de corvette puis capitaine de frégate D'Orsi, commandant en second puis commandant du sous-marin nucléaire d'attaque (SNA) Titane
- Mathieu Kassovitz : vice-amiral d'escadre commandant la force océanique stratégique (ALFOST)
- Reda Kateb : capitaine de frégate puis capitaine de vaisseau Grandchamp, commandant du sous-marin nucléaire d'attaque Titane puis du sous-marin nucléaire lanceur d'engins (SNLE) L'Effroyable
- Paula Beer : Prairie, la petite amie de Chanteraide, surnommée « Diane »
- Étienne Guillou-Kervern : maître de central
- Damien Bonnard : officier de navigation du SNLE L'Effroyable
- Jean-Yves Berteloot : commandant du Centre d'interprétation et de reconnaissance acoustique (CIRA) de Toulon
- Alexis Michalik : B. Ramis du Réault, commandant en second du SNLE L'Effroyable
- Bastien Ughetto : opérateur torpille
- Marc Ruchmann : chef de CO (central opération) du SNLE L'Effroyable
- Philippe Maymat : chef de l'état-major particulier du président de la République (voix off)
- Guillaume Duhesme : Élaboration SNA

Photos des principaux acteurs du film
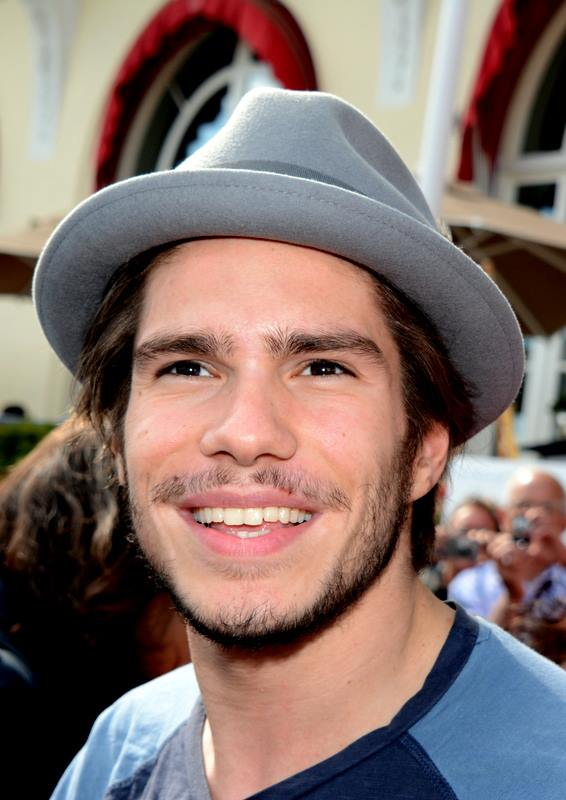
François Civil
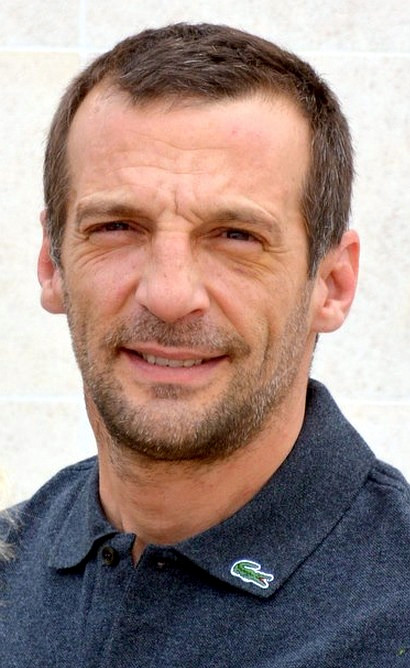
Mathieu Kassovitz
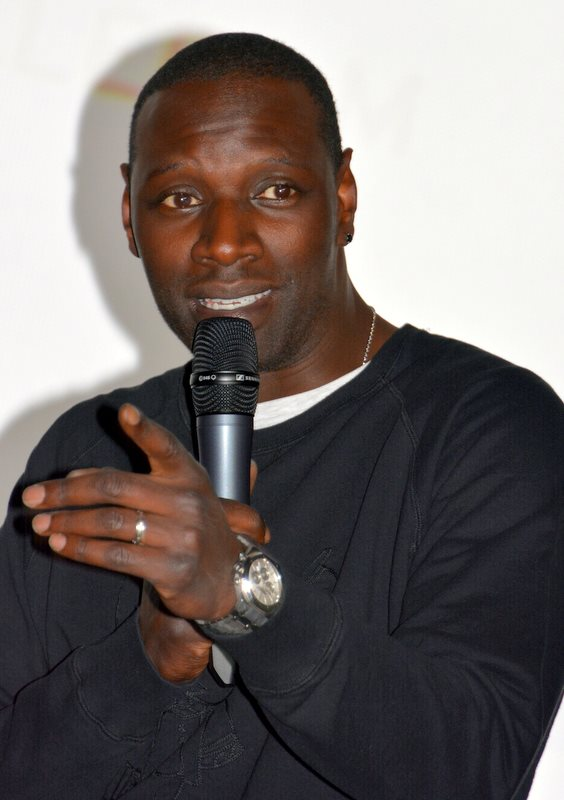
Omar Sy
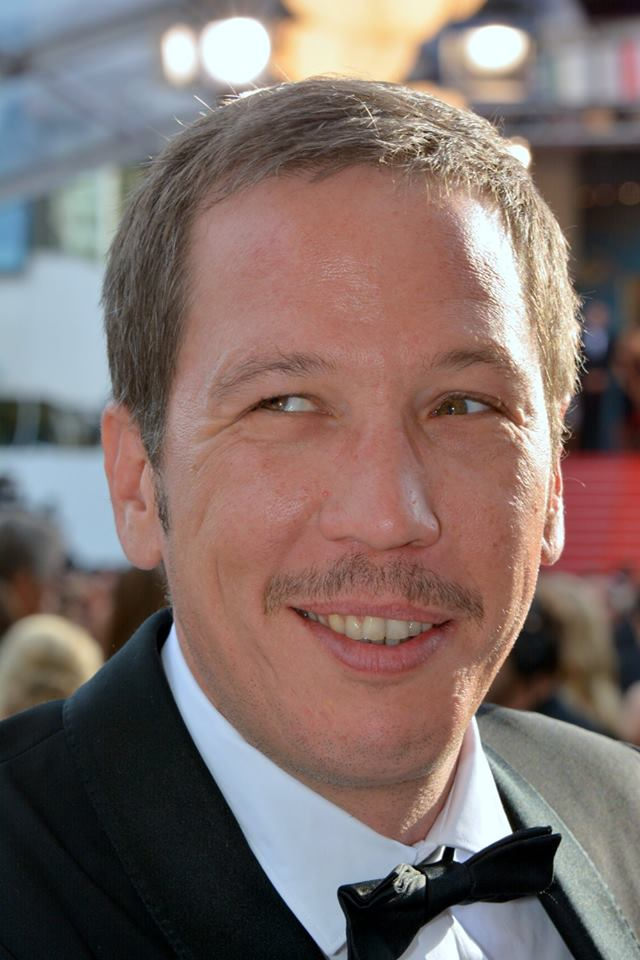
Reda Kateb
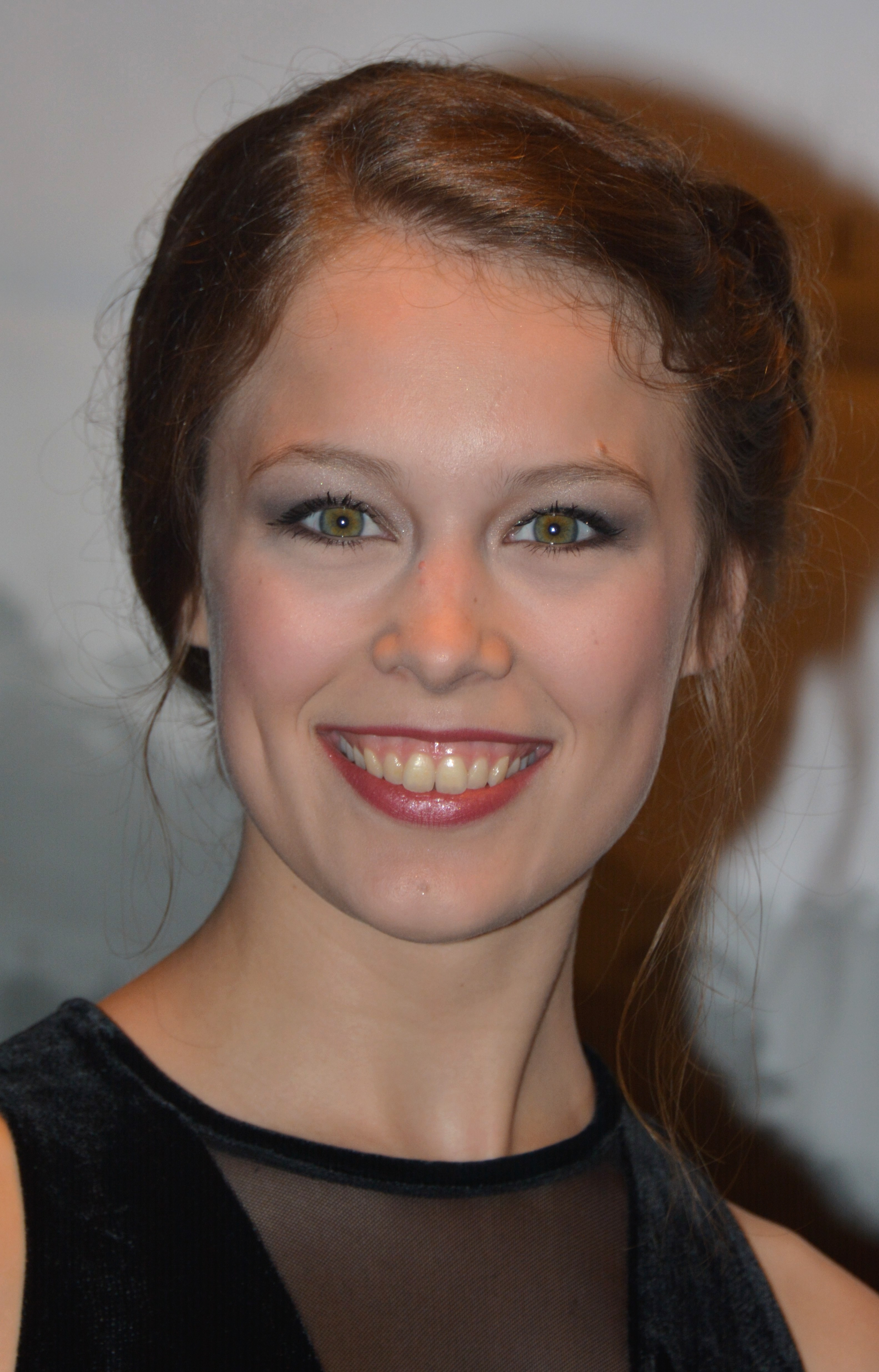
Paula Beer
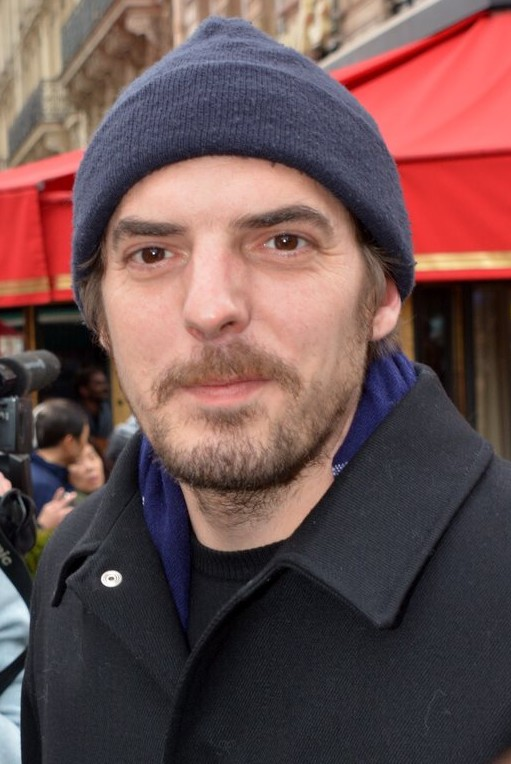
Damien Bonnard
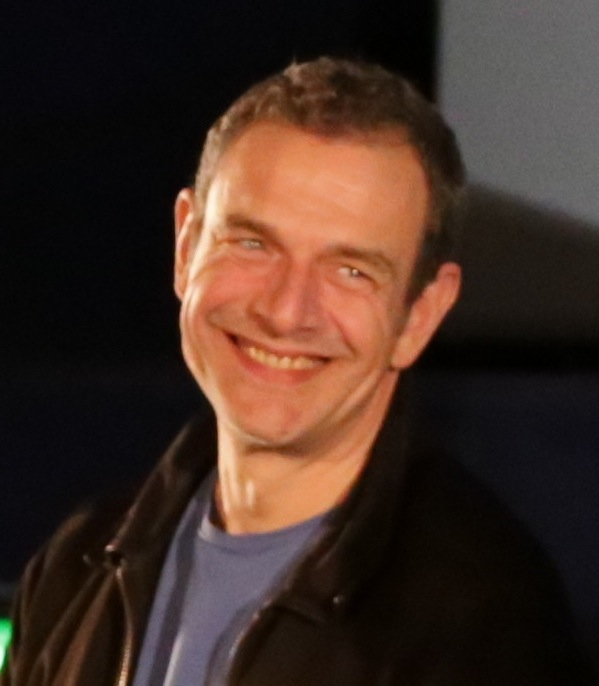
Jean-Yves Berteloot
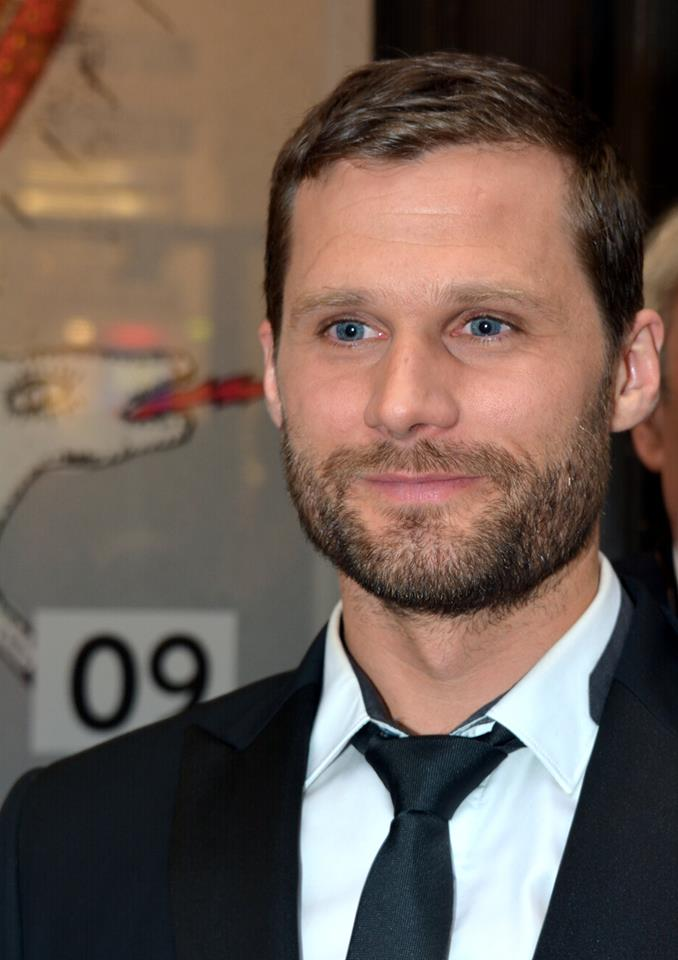
Alexis Michalik

## Production

### Genèse et développement

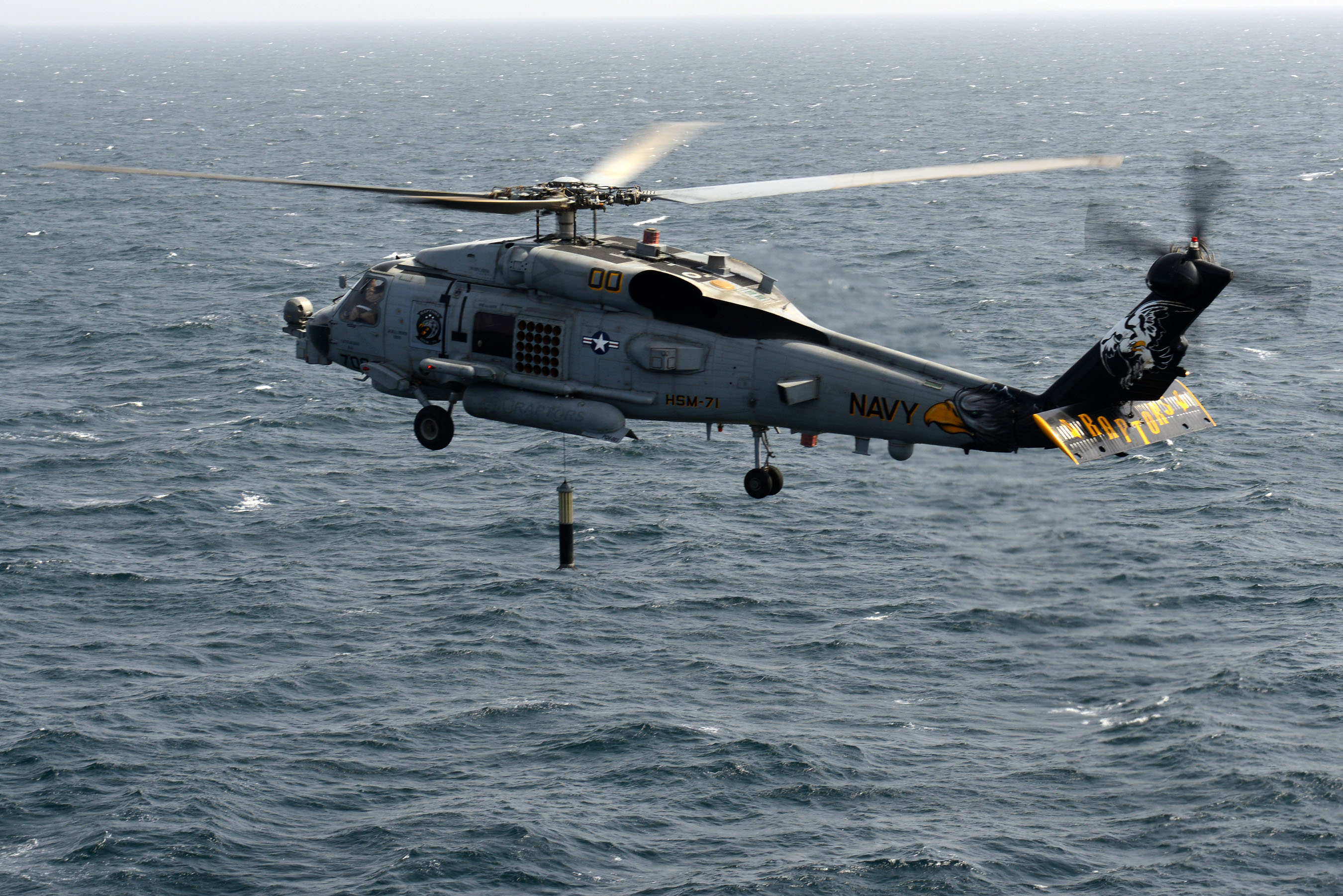
Un hélicoptère américain MH-60 R Sea Hawk testant un sonar à immersion FLASH produit par Thales.

Le titre du film désignerait, dans le jargon des sous-mariniers, le son émis par un sonar à immersion, ou dit « trempé », treuillé par un hélicoptère afin de repérer la position d'un sous-marin,. Cependant, selon Cols bleus, le magazine de la Marine nationale française, « il s'agit d'un terme trouvé par le réalisateur et qui n'est pas en usage chez nos analystes en guerre acoustique ».
Antonin Baudry a notamment fait un séjour à bord d'un sous-marin pour mieux s'immerger dans la peau d'un marin et rester au plus près du réel. Dans la même optique, il indique avoir préféré éviter de s'inspirer de précédents films de sous-marins, pour éviter les clichés.

### Attribution des rôles
En mai 2017, il est annoncé que les acteurs Omar Sy, Reda Kateb et Mathieu Kassovitz se réunissent dans le milieu des sous-marins nucléaires : « Il était nécessaire d’avoir un casting important. Le producteur Hugo Sélignac a eu l’idée d’Omar Sy, une idée qui a aussi séduit la Marine », raconte le producteur Alain Attal.

### Tournage

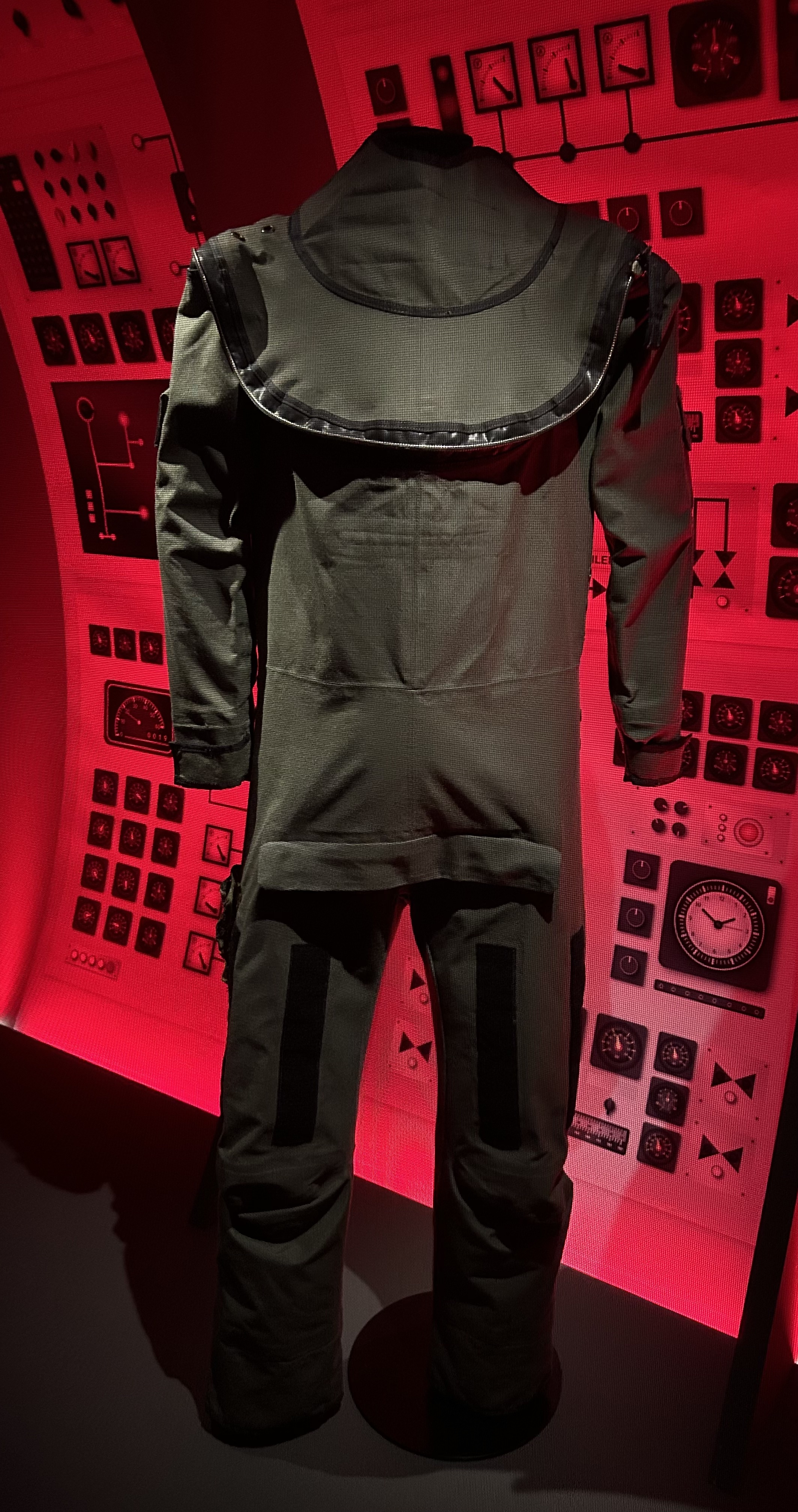
Costume utilisé dans le film.

Le tournage a lieu de juillet à octobre 2017 sur la presqu'île de Giens et l'île du Levant où se trouve l'organisme DGA Essais de missiles dans le Var, à l'île du Levant et en région parisienne dans les studios de Bry-sur-Marne.
Une grande partie du film a été tournée à Brest, où se déroule l'intrigue du film, notamment au sein de la base navale et dans différents endroits de la ville (pont de Recouvrance, quartier de Siam, bar du Tour du Monde…). De nombreuses scènes ont également été filmées au sein de la rade de Brest, notamment la scène finale.
Trois fins possibles ont été tournées, comme l'explique le réalisateur : « jusqu’au dernier jour de montage, j’avais trois fins possibles. L’une d’elles assumait le déclenchement d’une guerre nucléaire avec l’envoi du missile. Tout le film a été conçu sans que je sache moi-même comment il se terminerait. J’ai fait mon choix avec les images sous les yeux(...). ».

### Musique
La bande originale du film a été composée par le groupe de musique électronique américain Tomandandy, elle est constituée de vingt et un morceaux, dont trois ont été réalisés en collaboration avec d'autres artistes tels qu'Alanas Chošnau (en), Mark Reeder (en) et Marc Streitenfeld :

## Accueil

### Sortie
Le film sort au cinéma le 20 février 2019.

### Accueil critique
Le film a reçu dans l'ensemble d'excellents retours. Première écrit ainsi : « Une totale réussite dans son domaine [...] On adopte ». Télérama décrit un film « hyperréaliste et mystérieux qui réinvente le genre ». Jean-Emmanuel Ross critique, sur le site du magazine L'incorrect, une vision néo-conservatrice des relations internationales. Anthony Kao, de Cinema Escapist, a noté que le film montre une France qui n'a pas peur d'utiliser son « muscle » militaire et qu'Antonin Baudry a utilisé ses expériences comme diplomate pour la France. Kao a estimé que, bien que le film montre les histoires dans deux sous-marins, il est toujours facile à suivre.
Du côté des critiques divergentes, Antoine Lefur, critique cinéma dans L'Express, a noté un « scénario [...] truffé d'incohérences ».

### Box-office
| Pays ou région | Box-office                    | Date d'arrêt du box-office | Nombre de semaines |
| -------------- | ----------------------------- | -------------------------- | ------------------ |
| France         | 1 546 837 entrées11 924 984 $ | 16 juillet 2019            | 21 (fin)           |
| Total mondial  | 1 647 032 entrées12 293 745 $ | 16 juillet 2019            | 21 (fin)           |

## Distinctions

### Récompense
- César 2020 : Meilleur son pour Nicolas Cantin, Thomas Desjonquères, Raphaël Mouterde, Olivier Goinard et Randy Thom

### Nominations
- César 2020 :
  - Meilleurs décors
  - Meilleur premier film